# Psittacosaurus sinensis
Psittacosaurus sinensis (gr. "lagarto con pico de loro de China") es una especie del género extinto Psittacosaurus  es un género de dinosaurios ceratopsianos psitacosáuridos, que vivió a mediados del período Cretácico, hace unos 130 a 100 millones de años, desde el Barremiense hasta el Albiense, en lo que hoy es Asia. En los 1950s, se descubrieron sus fósiles en la Formación de Qingshan de la provincia de Shandong, al sureste de Pekín. C.C. Young los nombró Psittacosaurus sinensis para diferenciarlo del P. mongoliensis, el cual había sido originalmente hallado en Mongolia. Fósiles de más de 20 individuos han sido desde entonces encontrados, incluyendo varios cráneos y esqueletos completos, haciendo esta la especie nombrada más conocida después de P. mongoliensis.
El P. sinensis es fácilmente distinguible de todas las demás especies por numerosas características del cráneo. Cráneos adultos son más pequeños que los del P. mongoliensis y tienen menos dientes. Singularmente, el hueso premaxilar contacta al hueso yugal, el hueso de la mejilla, fuera del cráneo. Los yugales señalan hacia fuera en los lados, formando "cuernos" proporcionalmente más amplios que los de cualquier otra especie conocida de Psittacosaurus a excepción del P. sibiricus y P. lujiatunensis. Por las mejillas "erupcionadas", el cráneo es raramente más amplio que largo. Un "cuerno" más pequeño se presenta detrás del ojo, al contacto con los huesos yugales y postorbitales, un rasgo también vista en el P. sibiricus. La mandíbula carece de la abertura hueca, o fenestra, observada en otras especies, y toda la mandíbula inferior sobresale hacia fuera, dándole al animal la apariencia de un prognatismo. El cráneo de un P. sinensis adulto podía alcanzar 11.5 cm en longitud.